# 要恵 (小惑星)
要恵(4441 Toshie)は、1985年1月26日に関勉が高知県芸西村で発見した小惑星である。発見者の母親である関要恵（としえ）の名前にちなんで命名された。